# Imola, Borsod-Abaúj-Zemplén
Imola este un sat în districtul Putnok, județul Borsod-Abaúj-Zemplén, Ungaria, având o populație de 91 de locuitori (2011). 

## Demografie
Componența etnică a satului Imola
     Maghiari (100%)
Componența confesională a satului Imola
     Reformați (72,53%)
     Necunoscută (27,47%)
Conform recensământului din 2011, satul Imola avea 91 de locuitori. Din punct de vedere etnic, majoritatea locuitorilor (100,0%) erau maghiari.  Din punct de vedere confesional, majoritatea locuitorilor (72,53%) erau reformați. Pentru 27,47% din locuitori nu este cunoscută apartenența confesională.